# Ана Симоновић
Ана Симоновић (Београд, 26. децембар 1969) српска је политичарка, бивша генерална секретарка Српске радикалне странке.

## Биографија
Ана Д. Симоновић (рођ. Латковић) је рођена 26. децембра 1969. године у Београду. Основну и средњу школу је завршила у Београду. Природно-математички факултет Универзитета у Београду уписала је 1989/90 године, студијска група Молекуларна биологија. Дипломирала је 1995. са просеком 9.4/10 и дипломским радом „Утицај акцептора електрона и гиберелина на клијање семена Царичиног дрвета (Paulowna tomentosa)“. Магистрирала је 1998. године на смеру Физиологија биљака са просеком 10/10 и тезом „Интеракција гиберелина и фузикокцина у стимулацији клијања семена салате Lactuca sativa L.“ Крајем 2000. године уписује докторске студије на Државном универзитету Северне Дакоте, на програму Ћелијска и молекуларна биологија, као добитник наградне америчке Председничке докторске стипендије. Докторирала је 2006. године са просеком 3.93/4 и дисертацијом на тему „Утицај ниских температура и светла на изоформе глутаминске синтетазе у кукурузним садницама“.
Од 1995. године Ана Симоновић је запослена као истраживач приправник на Одељењу за физиологију биљака Института за биолошка истраживања „Синиша Станковић“ (ИБИСС). У звање истраживач-сарадник изабрана је 2000. године. Маја 2008. изабрана је у звање научни сарадник ИБИСС-а. Сарадник је на основном и технолошком пројекту Министарства просвете и науке Републике Србије, као и на међународном ФП7 пројекту „Terpmed“. Бави се физиологијом и биотехнологијом биљака, као и биоинформатиком. Објавила више десетина научних радова у страним и домаћим часописима, као и књигу „Биотехнологија и генетичко инжењерство биљака“. Од 2008. до 2011. била је на функцији руководиоца Одељења за физиологију биљака ИБИСС-а.
Др Ана Симоновић предаје на постдипломским студијама на Биолошком и Хемијском факултету Универзитета у Београду, на предметима „Савремене методе у биотехнологији биљака“ и „Биохемија и физиологија биљака“.

## Ангажовање у СРС
Др Ана Симоновић је члан Српског четничког покрета од децембра 1990. године и члан Српске радикалне странке од оснивања. У периоду од 1991. до 1994. обављала је више одговорних послова на функцијама секретара ОО Палилула, секретара Кризног штаба СРС и секретара Ратног штаба СРС.
Од маја 2012. члан је Комитета за одбрану Војислава Шешеља и члан Централне отаџбинске управе. На функцију генералног секретара Српске радикалне странке изабрана је на седници Централне отаџбинске управе одржане 26. маја 2012.